# Albicoma kaptshagaica
Albicoma kaptshagaica är en tvåvingeart som beskrevs av Pavel Lehr 1986. Albicoma kaptshagaica ingår i släktet Albicoma och familjen rovflugor.
Artens utbredningsområde är Kazakstan. Inga underarter finns listade i Catalogue of Life.